# Ekkehard Böhmer
Ekkehard Böhmer (* 8. Juni 1929 in Arnstadt; † 14. April 2014 in Wiesbaden) war ein deutscher Fernsehregisseur.

## Biographie
Ekkehard Böhmer studierte Musik (Klavier und Komposition bei Werner Fussan, einem Schüler von Paul Hindemith) und Schauspiel; sein eigentlicher Berufswunsch war Opernsänger (sein Vater war der Opernsänger Ewald Böhmer). Nach dem Studium bekam er 1948 ein Engagement am Staatstheater Wiesbaden. Dort lernte er den Regisseur Fritz Umgelter kennen. Dieser holte ihn 1954 als Regieassistenten zum Hessischen Rundfunk. Ab diesem Tag lernte Ekkehard Böhmer das Fernsehgeschäft mit all seinen Facetten kennen. Fritz Umgelter war ein Ausbilder der „alten Schule“, der ihm das neue Medium Fernsehen erfolgreich vermittelte.
Mit Hans-Joachim Kulenkampff und dessen Quiz Wer gegen Wen? startete Ekkehard Böhmer am 3. September 1955 seine Karriere als Fernsehregisseur. Sein Name stand seitdem für große Fernseherfolge und hohe Einschaltquoten. 1979 gab es sogar Fernsehabende, an denen Böhmer gegen sich selbst antrat, als er für die ARD Da kommt was auf uns zu und im ZDF Jetzt geht die Party richtig los inszenierte. Am 31. Dezember 1988 führte Ekkehard Böhmer bei seiner 1000. Sendung Arena der Sensationen Regie. Eng verbunden mit seinen Regie-Erfolgen im deutschen Fernsehen sind auch die Erfolge der Peter Alexander Show (Buch: Hans Hubberten, Produzent: Wolfgang Rademann). 1999 beendete Böhmer nach 45 Jahren seine Karriere. Er starb am 14. April 2014 nach kurzer Krankheit im Alter von 84 Jahren.

## Auszeichnungen
- 1985: Bundesverdienstkreuz am Bande (20. März 1985)[2]
- 1985: Telestar (Fernsehpreis)
- 1988: Telestar

## Regie Fernsehproduktionen (Auswahl)
- Einer wird gewinnen
- Zum Blauen Bock
- Am laufenden Band
- Musik ist Trumpf
- Erkennen Sie die Melodie?
- Spezialitäten-Show
- Wir gratulieren
- Anneliese Rothenberger Shows
- James Last Live In London (1978)
- Die Vico-Torriani-Show (1979)
- ARD Wunschkonzert
- Melodien für Millionen
- Die 100.000 PS Show
- Liedercircus
- Arena der Sensationen
- Die Super-Hitparade
- Humor ist Trumpf
- Hortons kleine Nachtmusik
- Ein Abend für …
- Lieder die von Herzen kommen
- Ich erinnere mich gern
- HÖRZU Goldene Kamera
- Das große Testament
- 750 Jahre Berlin
- Zwischenmahlzeit
- Das spricht Bände
- Silvester-Shows
- Hits des Jahres
- Wir machen Musik
- Komm lieber Mai
- Schön war die Zeit
- Zug um Zug
- Ein kleines Lied auf allen Wegen
- Sammy Davis jr.
- Von Haus zu Haus
- Die intern. Swing-Parade
- Die Tony Marshall-Show
- 100 Jahre Deutsche Oper Berlin
- Und die Musik spielt dazu
- 40 Jahre RIAS Berlin
- Schlag nach bei Neumann
- Frankfurter Opernball
- Die Ute Lemper Show
- Helfen ohne Grenzen
- Groß hilft Klein
- Treffpunkt Herz
- Start ins Glück
- Musik liegt in der Luft
- Das ist meine Welt
- Udo Jürgens zum 60.
- Ein Herz für Berlin